# 1987年の日本シリーズ
1987年の日本シリーズ（1987ねんのにっぽんシリーズ、1987ねんのにほんシリーズ）は、1987年（昭和62年）10月25日から11月1日まで行われたセ・リーグ優勝チームの読売ジャイアンツとパ・リーグ優勝チームの西武ライオンズによる第38回プロ野球日本選手権シリーズである。

## 概要
この年より、パ・リーグ主催試合のみ指名打者（DH）制の採用が認められる方式になった。また、前回1986年の広島東洋カープ対西武第1戦の延長14回引き分けを教訓として、延長戦のルールが見直され、時間制限廃止・第7試合までは延長18回まで、本割りで決まらず第8試合以後の決着となった場合は延長も無制限とするルールが制定された。後楽園球場閉場の年であり、同球場で最後に行われた日本シリーズとなった。
森祇晶監督率いる西武ライオンズと王貞治監督率いる読売ジャイアンツの対戦となった1987年の日本シリーズは、1983年と同じ組合せで、巨人OB対決となった。西武が4勝2敗で勝利し、2年連続7度目の日本一（西鉄時代を含む。西武では4度目）。MVPは2完投の工藤が1972年、1973年の堀内恒夫以来となる2年連続日本シリーズMVPに選ばれた。
西武が日本一に王手をかけて迎えた第6戦、西武の守備走塁コーチの伊原春樹は、シリーズ前から把握していた巨人の守備の甘さに乗じて、2回に二塁走者の清原和博を中飛で、8回に一塁走者の辻発彦を中前の単打で、それぞれ一気に本塁に生還させる。2回の清原の走塁は、中堅手・ウォーレン・クロマティの緩慢な送球、中継に入った二塁手・篠塚利夫は清原が既に三塁を回って本塁に向かっているにもかかわらず三塁に投げる、さらに三塁手・原辰徳は清原が本塁に向かっているにもかかわらず三塁ベース上でタッチのそぶりをした後本塁に送球するという、3つのミスが続いた隙を突いたものである。8回の辻の走塁は、再びクロマティの緩慢な送球と、中継に入った遊撃手・川相昌弘の、先の塁にいる辻よりも打者走者に気を取られ、三塁を回る辻を見ていないという癖に付け込んだものであった。
森は、西武監督退任後の自著で、このシリーズを監督としての自らが経験した8回のシリーズで「最高傑作といっていいかもしれない」とし、「監督、コーチ、選手が一丸となって勝ち取った日本一」を、その理由としている。
また森は「巨人は15勝でチーム勝ち頭の桑田真澄が第一戦目の先発投手だったが、2年目で経験が浅く序盤に攻略できた。警戒していた江川卓と槙原寛己は第3、4戦で、2人とも1試合だけ。戦略の間違いがあった」と述べている。
巨人は前年のシリーズMVPの左腕投手・工藤公康を打てず、第6戦で原が放ったソロ本塁打が工藤からの唯一の得点だった。森の自著では、この年の巨人打線は左投手を苦手にしていたというデータがあったとおりと振り返られている。第6戦の9回表、西武の日本一決定目前の場面で清原が突然涙を流し、それをなだめる辻の姿も見られた。PL学園高校の同期、清原と桑田の「KK対決」は、第1戦では2打数1安打1四球で、第5戦では第1打席のみの対決で、結果は二ゴロだった。

## 試合結果
| 日付                                 | 試合   | ビジター球団（先攻） | スコア   | ホーム球団（後攻） | 開催球場           |
| ------------------------------------ | ------ | -------------------- | -------- | ------------------ | ------------------ |
| 10月24日（土）                       | 第1戦  | 雨天中止             | 雨天中止 | 雨天中止           | 西武ライオンズ球場 |
| 10月25日（日）                       | 第1戦  | 読売ジャイアンツ     | 7 - 3    | 西武ライオンズ     | 西武ライオンズ球場 |
| 10月26日（月）                       | 第2戦  | 読売ジャイアンツ     | 0 - 6    | 西武ライオンズ     | 西武ライオンズ球場 |
| 10月27日（火）                       | 移動日 | 移動日               | 移動日   | 移動日             | 移動日             |
| 10月28日（水）                       | 第3戦  | 西武ライオンズ       | 2 - 1    | 読売ジャイアンツ   | 後楽園球場         |
| 10月29日（木）                       | 第4戦  | 西武ライオンズ       | 0 - 4    | 読売ジャイアンツ   | 後楽園球場         |
| 10月30日（金）                       | 第5戦  | 西武ライオンズ       | 3 - 1    | 読売ジャイアンツ   | 後楽園球場         |
| 10月31日（土）                       | 移動日 | 移動日               | 移動日   | 移動日             | 移動日             |
| 11月1日（日）                        | 第6戦  | 読売ジャイアンツ     | 1 - 3    | 西武ライオンズ     | 西武ライオンズ球場 |
| 優勝：西武ライオンズ（2年連続7回目） |        |                      |          |                    |                    |

### 第1戦
|                  | 1 | 2 | 3 | 4 | 5 | 6 | 7 | 8 | 9 | R | H  | E |
| ---------------- | - | - | - | - | - | - | - | - | - | - | -- | - |
| 読売ジャイアンツ | 0 | 0 | 4 | 0 | 0 | 2 | 0 | 1 | 0 | 7 | 16 | 1 |
| 西武ライオンズ   | 2 | 0 | 1 | 0 | 0 | 0 | 0 | 0 | 0 | 3 | 7  | 1 |

1. ［巨］：桑田真澄（2.2回）、加藤初（3.1回）、水野雄仁（2回）、鹿取義隆（1回）
2. ［西］：東尾修（5.2回）、小田真也（1回）、森繁和（0.1回）、松沼雅之（1回）、森山良二（1回）
3. 勝利：加藤（1勝）
4. 敗戦：東尾（1敗）
5. 本塁打
［巨］：中畑1号2ラン（3回・東尾）、駒田1号ソロ（6回・東尾）
6. 審判
［球審］藤本
［塁審］田中（一）、村田（二）、山本文（三）
［外審］前川（左）、福井（右）
7. 試合時間：3時間28分

巨人の先発は19歳の2年目桑田真澄。西武は37歳の大ベテラン東尾修。1回裏、先頭石毛宏典のピッチャー返しが桑田を直撃。桑田の焦った送球が高投となり、石毛は二塁まで進んだ。続く金森永時のバントが野選となり無死一、三塁。ここで秋山幸二の適時打で先制する。この後、一死一、二塁の場面で清原和博を迎え、日本シリーズで初めての「KK対決」となる。ここで清原はレフトへ安打。当たりが鋭く二塁走者の金森は三塁止まり、続く6番の安部理の三塁ゴロ併殺崩れの間に金森が生還して2点目を挙げた。
巨人は3回、駒田徳広が左中間二塁打。一死後、原辰徳、吉村禎章、篠塚利夫の三連打で同点。吉村が三盗失敗で二死となったが、7番中畑清がレフトポール際に2点本塁打を放ち逆転。その裏西武はヒット、四球で2死1、2塁とし、伊東勤の適時打で1点を返した。桑田は3回もたずに降板するも、リリーフした加藤初、水野雄仁が西武の反撃を抑える。巨人は6回には代打岡崎郁の適時打と駒田の本塁打で追加点を挙げ東尾を降板させ、8回には鴻野淳基の適時打で追加点を挙げた。巨人は9回表から抑えの鹿取義隆を投入、鹿取は西武打線を抑え切り、巨人が先勝した。
公式記録関係（日本野球機構ページ）

### 第2戦
|                  | 1 | 2 | 3 | 4 | 5 | 6 | 7 | 8 | 9 | R | H | E |
| ---------------- | - | - | - | - | - | - | - | - | - | - | - | - |
| 読売ジャイアンツ | 0 | 0 | 0 | 0 | 0 | 0 | 0 | 0 | 0 | 0 | 3 | 1 |
| 西武ライオンズ   | 0 | 0 | 1 | 0 | 0 | 2 | 3 | 0 | X | 6 | 9 | 0 |

1. ［巨］：西本聖（6回）、広田浩章（1回）、岡本光（1回）
2. ［西］：工藤公康（9回）
3. 勝利：工藤（1勝）
4. 敗戦：西本（1敗）
5. 本塁打
［西］：石毛1号ソロ（3回・西本）、秋山1号ソロ（6回・西本）、清原1号3ラン（7回・広田）
6. 審判
［球審］福井
［塁審］前川（一）、田中（二）、村田（三）
［外審］井上（左）、寺本（右）
7. 試合時間：2時間32分

西武の先発は工藤、巨人は西本聖。西武が3回裏に石毛の本塁打で先制。6回裏には秋山の本塁打、伊東勤の適時打で2点を挙げる。7回裏には清原の3ランで加点。西武は先発の工藤が巨人を3安打に抑えて完封勝利。
公式記録関係（日本野球機構ページ）

### 第3戦
|                  | 1 | 2 | 3 | 4 | 5 | 6 | 7 | 8 | 9 | R | H | E |
| ---------------- | - | - | - | - | - | - | - | - | - | - | - | - |
| 西武ライオンズ   | 0 | 0 | 0 | 1 | 0 | 1 | 0 | 0 | 0 | 2 | 4 | 0 |
| 読売ジャイアンツ | 0 | 0 | 0 | 0 | 0 | 0 | 1 | 0 | 0 | 1 | 8 | 0 |

1. ［西］：郭泰源（9回）
2. ［巨］：江川卓（8回）、水野雄仁（1回）
3. 勝利：郭（1勝）
4. 敗戦：江川（1敗）
5. 本塁打
［西］：ブコビッチ1号ソロ（4回・江川）、石毛2号ソロ（6回・江川）
6. 審判
［球審］寺本
［塁審］井上（一）、前川（二）、田中（三）
［外審］藤本（左）、山本文（右）
7. 試合時間：2時間16分

巨人は江川卓、西武は郭泰源の先発。西武が4回表にブコビッチが本塁打を打ち先制。6回には石毛が本塁打を打ち追加点。巨人は7回裏中畑清の左前安打で1点を返す。郭は巨人に8安打を打たれるが4併殺に打ち取り、完投勝利。
公式記録関係（日本野球機構ページ）

### 第4戦
|                  | 1 | 2 | 3 | 4 | 5 | 6 | 7 | 8 | 9 | R | H | E |
| ---------------- | - | - | - | - | - | - | - | - | - | - | - | - |
| 西武ライオンズ   | 0 | 0 | 0 | 0 | 0 | 0 | 0 | 0 | 0 | 0 | 3 | 0 |
| 読売ジャイアンツ | 2 | 0 | 0 | 0 | 0 | 2 | 0 | 0 | X | 4 | 9 | 1 |

1. ［西］：松沼博久（2回）、小田真也（1回）、渡辺久信（3回）、小野和幸（1回）、松沼雅之（1回）
2. ［巨］：槙原寛己（9回）
3. 勝利：槙原（1勝）
4. 敗戦：松沼博（1敗）
5. 本塁打
［巨］：原1号ソロ（6回・渡辺）、篠塚1号ソロ（6回・渡辺）
6. 審判
［球審］山本文
［塁審］藤本（一）、井上（二）、前川（三）
［外審］福井（左）、村田（右）
7. 試合時間：2時間29分

巨人の先発は槙原寛己、西武の先発は松沼博久。巨人は1回裏2死1、3塁から吉村が三塁への内野安打で先制。さらに篠塚も中前適時打を放ち2点を挙げる。7回には原、篠塚の本塁打で4-0とリードを広げる。槙原は西武打線を3安打に抑え、11奪三振を奪う力投で完封。
公式記録関係（日本野球機構ページ）

### 第5戦
|                  | 1 | 2 | 3 | 4 | 5 | 6 | 7 | 8 | 9 | R | H | E |
| ---------------- | - | - | - | - | - | - | - | - | - | - | - | - |
| 西武ライオンズ   | 3 | 0 | 0 | 0 | 0 | 0 | 0 | 0 | 0 | 3 | 8 | 0 |
| 読売ジャイアンツ | 0 | 0 | 0 | 1 | 0 | 0 | 0 | 0 | 0 | 1 | 8 | 2 |

1. ［西］：東尾修（8.1回）、工藤公康（0.2回）
2. ［巨］：桑田真澄（1回）、岡本光（2回）、加藤初（2回）、西本聖（3回）、鹿取義隆（1回）
3. 勝利：東尾（1勝1敗）
4. セーブ：工藤（1勝1S）
5. 敗戦：桑田（1敗）
6. 審判
［球審］村田
［塁審］福井（一）、藤本（二）、井上（三）
［外審］寺本（左）、田中（右）
7. 試合時間：3時間5分

先発は巨人・桑田、西武・東尾という第1戦と同じ顔合わせ。1回、石毛の三塁へのゴロを原がお手玉。辻発彦の送りバントのあと、秋山が右中間を破り先制。清原の打席の時に桑田が誰もいない二塁へ牽制球を投じ秋山は三塁へ。二死後、安部、ブコビッチの連打で、計3失点。この後伊東の中前打をウォーレン・クロマティがはじき、この回チーム3つ目のエラー。清家政和を敬遠で歩かせ満塁とすると、東尾にあわや走者一掃の大ファウルを打たれる。桑田は東尾を打ち取り1回を投げ切ったものの、これで降板。西武は2回以降、巨人の小刻みな継投の前に追加点は奪えなかったが、巨人は4回吉村のタイムリーヒットで1点を返す。9回裏、吉村、篠塚と好調の左打者が続くところで、西武は投手を工藤に交代。工藤は「だめじゃないですか東尾さん、最後まで投げてくれなきゃ」と軽口をたたいた。工藤は吉村をセンターフライ、篠塚を三振に仕留め、西武が3-1と勝利。
なお、この試合が後楽園球場で行われた最後の公式試合であった。
公式記録関係（日本野球機構ページ）

### 第6戦
|                  | 1 | 2 | 3 | 4 | 5 | 6 | 7 | 8 | 9 | R | H | E |
| ---------------- | - | - | - | - | - | - | - | - | - | - | - | - |
| 読売ジャイアンツ | 0 | 0 | 0 | 0 | 0 | 0 | 1 | 0 | 0 | 1 | 3 | 1 |
| 西武ライオンズ   | 0 | 1 | 1 | 0 | 0 | 0 | 0 | 1 | X | 3 | 9 | 1 |

1. ［巨］：水野雄仁（4回）、鹿取義隆（4回）
2. ［西］：工藤公康（9回）
3. 勝利：工藤（2勝1S）
4. 敗戦：水野（1敗）
5. 本塁打
［巨］：原2号ソロ（7回・工藤）
［西］：清家1号ソロ（3回・水野）
6. 審判
［球審］田中
［塁審］寺本（一）、福井（二）、藤本（三）
［外審］山本文（左）、前川（右）
7. 試合時間：2時間9分

再び舞台を西武球場に移しての第6戦。西武は工藤、巨人は水野の先発。#概要であげた西武の2つの走塁が特筆される。
1. 2回、一死二塁。続くブコビッチはセンター後方へ深いフライ。この打球で二塁走者の清原は一気に三塁を回って生還し、先制。
2. 8回裏西武は、二死一塁からの秋山の中前安打で、一塁走者の辻が、巨人の守備をつき一気に生還し、3点目。

その間、西武は、3回には公式戦でも本塁打のなかった清家が本塁打を打ち2点目を挙げている。
工藤は第2戦に続いて完投勝利し、西武が2年連続の日本一となった。最後の打者は1983年と同様、篠塚利夫であった。
公式記録関係（日本野球機構ページ）

## 表彰選手
- 最高殊勲選手賞：工藤公康（西武）
  - 3試合登板（先発2、リリーフ1）して2勝0敗1セーブ、2完投、1完封勝利。防御率0.48。第6戦で胴上げ投手。
- 敢闘賞：篠塚利夫（巨人）
  - 打率.409（22打数9安打）、1本塁打。第4戦で渡辺久信からソロ本塁打。
- 優秀選手賞：石毛宏典（西武）
  - 第2戦で西本から先制ソロ本塁打、第3戦で江川からダメ押しソロ本塁打。
- 優秀選手賞：秋山幸二（西武）
  - 第2戦で西本から本塁打。第5戦で桑田から先制タイムリー二塁打。第6戦で日本一を決定付けるタイムリー。
- 優秀選手賞：槙原寛己（巨人）
  - 第4戦に先発し、完封勝利。

## テレビ・ラジオ中継

### テレビ中継
- 第1戦:10月25日
  - TBSテレビ　
    - 実況：石川顕　解説：張本勲、田淵幸一、近藤昭仁、定岡正二（ネット裏）　ゲスト解説：衣笠祥雄（広島を同年引退）
    - レポーター：中村秀昭（西武サイド）、林正浩（巨人サイド、共同インタビューも兼任）
    - ＜副音声「突撃!日本シリーズ」・実況：柄沢晃弘　ゲスト：出光ケイ＞
    - 放送時間:13:00 - 17:00
- 第2戦:10月26日
  - フジテレビ　
    - 実況：大川和彦　解説：西本幸雄、大矢明彦、谷沢健一　ゲスト解説：衣笠祥雄
    - レポーター：田中亮介（西武サイド）、福井謙二（巨人サイド）
    - 放送時間:12:55 - 15:55（試合開始が13時（JST）だった関係上『笑っていいとも!』は12時55分で終了となり、後座番組『ライオンのいただきます』は休止となった）
- 第3戦:10月28日
  - 日本テレビ　
    - 実況：吉田填一郎　解説：金田正一、高橋直樹　ゲスト解説：衣笠祥雄、梨田昌孝（近鉄）
    - レポーター：浅見源司郎（巨人サイド）、多昌博志（西武サイド）、共同インタビュー:山下末則
    - 放送時間:12:50 - 15:45（12:00 - 12:50に直前情報を放送したため、『午後は○○おもいッきりテレビ』は休止）
- 第4戦:10月29日
  - 日本テレビ　
    - 実況：小川光明　解説：村山実、江夏豊　ゲスト解説：長嶋茂雄、梨田昌孝（近鉄）
    - レポーター：山下末則（巨人サイド）、多昌博志（西武サイド）、共同インタビュー:吉田填一郎
    - 放送時間:12:50 - 15:45（試合開始が13:00（JST）だった関係上、『午後は○○おもいッきりテレビ』は12時50分まで短縮）

  - NHK総合　実況：西田善夫　解説：広岡達朗　ゲスト解説：衣笠祥雄、村田兆治（ロッテ）
    - 放送時間:12:30 - 16:00（正午のニュースを5分短縮し、連続テレビ小説『はっさい先生』は通常より30分繰り上げて放送したため、『ひるのプレゼント』が休止となった）
- 第5戦:10月30日
  - 日本テレビ　
    - 実況：浅見源司郎　解説：堀内恒夫、池谷公二郎　ゲスト解説：衣笠祥雄、梨田昌孝（近鉄）　
    - レポーター：山下末則（巨人サイド）、多昌博志（西武サイド）
    - 放送時間:12:50 - 16:25（試合開始が13:00（JST）だった関係上『午後は○○おもいッきりテレビ』は12:50まで短縮）
- 第6戦:11月1日
  - TBSテレビ　
    - 実況：石川顕　解説：田淵幸一、小林繁、近藤昭仁、定岡正二（ネット裏）　ゲスト：吉永小百合　
    - レポーター：椎野茂（西武サイド。吉永へのインタビュー、共同インタビューも兼任）、林正浩（巨人サイド）
    - ＜副音声「突撃!日本シリーズ」・実況：山田二郎　ゲスト：出光ケイ、安部譲二＞

  - 放送時間:13:00 - 16:00（試合本編は15:45まで。残りの時間は『痛快無敵 若きエースたち』を放送）

※なお、第7戦はTBSテレビで中継される予定だった。

### ラジオ中継
- 第1戦:10月25日
  - NHKラジオ第1　解説：川上哲治　ゲスト解説：高木豊（大洋）
  - TBSラジオ（JRN）　実況：松下賢次　解説：田宮謙次郎、小林繁
  - 文化放送（NRN）　解説：豊田泰光
  - ニッポン放送（NRN）　実況：小林達彦　解説：江本孟紀　ゲスト解説：牛島和彦（ロッテ）
  - ラジオ日本　解説：高橋直樹
- 第2戦:10月26日
  - NHKラジオ第1　解説：鈴木啓示　ゲスト解説：加藤英司（南海を同年引退）
  - TBSラジオ（JRN）　実況：石川顕　解説：杉下茂、田淵幸一
  - 文化放送（NRN）　解説：大田卓司
  - ニッポン放送（NRN）　実況：山田透　解説：土橋正幸　ゲスト解説：関根潤三（ヤクルト監督）
  - ラジオ日本　解説：有本義明
- 第3戦:10月28日
  - NHKラジオ第1　解説：鶴岡一人　ゲスト解説：牛島和彦
  - TBSラジオ（JRN）　実況：松下賢次　解説：張本勲、小林繁
  - 文化放送（NRN）　解説：黒江透修
  - ニッポン放送（NRN）　実況：深澤弘　解説：大矢明彦　ゲスト解説：星野仙一（中日監督）　ゲスト：大橋巨泉
  - ラジオ日本　解説：中村稔
- 第4戦:10月29日
  - NHKラジオ第1　解説：藤田元司　ゲスト解説：大石第二朗（現・大二郎） （近鉄）
  - TBSラジオ（JRN）　実況：山田二郎　解説：近藤昭仁、田淵幸一
  - 文化放送（NRN）　解説：山崎裕之　ゲスト：徳永英明
  - ニッポン放送（NRN）　実況：枇杷阪明　解説：柴田勲　ゲスト解説：古葉竹識（大洋監督）
  - ラジオ日本　解説：浅野啓司
- 第5戦:10月30日
  - NHKラジオ第1　解説：山本浩二　ゲスト解説：加藤英司
  - TBSラジオ（JRN）　実況：林正浩　解説：田淵幸一、小林繁
  - 文化放送（NRN）　解説：豊田泰光
  - ニッポン放送（NRN）　実況：胡口和雄　解説：江本孟紀　ゲスト解説：高田繁（日本ハム監督）
  - ラジオ日本　解説：有本義明
- 第6戦:11月1日
  - NHKラジオ第1　実況：三原渡　解説：鈴木啓示　ゲスト解説：山下大輔（大洋）
  - TBSラジオ（JRN）　実況：中村秀昭　解説：杉下茂、張本勲
  - 文化放送（NRN）　実況：戸谷真人　解説：黒江透修
  - ニッポン放送（NRN）　実況：宮田統樹　解説：谷沢健一　ゲスト解説：門田博光（南海）
  - ラジオ日本　解説：浅野啓司